# Abgabe (Verwaltung)
Abgabe bezeichnet im Verwaltungsrecht das Weiterreichen eines Verfahrens und der zu diesem Verfahren gehörenden Akten an eine andere Behörde, weil diese zuständig ist.
Stellt eine Behörde zu Beginn eines Verwaltungsverfahrens ihre Unzuständigkeit fest, gibt sie das Verfahren mit dieser Begründung an die zuständige Behörde ab und informiert darüber auch die Beteiligten. Die Zuleitung eines Antrags wegen Unzuständigkeit gem. § 14 Abs. 1 Satz 2 SGB IX ist als innerbehördliche Verfahrenshandlung nicht mit Widerspruch oder Klage anfechtbar. Wirksam, insbesondere fristgemäß gestellt ist ein Antrag bei der unzuständigen Behörde nur, wenn diese den Antrag mit einem Eingangsstempel versehen hat. Andernfalls fungiert sie bei der Weiterleitung nur als Botin mit der Folge, dass als Antragstellung erst der Eingang bei dem Träger gilt, der für die Entscheidung zuständig ist (§ 16 SGB I).
Ändert sich im Lauf des Verwaltungsverfahrens die örtliche Zuständigkeit, so kann die bisher zuständige Behörde das Verwaltungsverfahren nur fortführen, wenn die nunmehr zuständige Behörde ausdrücklich zustimmt (§ 3 Abs. 3 VwVfG, § 2 Abs. 2 SGB X). Eine Verfestigung der Zuständigkeit, die den Fortfall der die örtliche Zuständigkeit begründenden Umstände überdauern würde – wie dies in den Gerichtsverfahrensordnungen mit den Vorschriften über die perpetuatio fori der Fall ist – tritt also im Verwaltungsverfahren nicht ein.
Eine Klageschrift, die innerhalb der Klagefrist statt bei dem zuständigen Sozialgericht bei einer Behörde eingegangen ist, muss von der Behörde unverzüglich an das zuständige Gericht abgegeben werden (§ 91 SGG).
Behörden sind im Verwaltungsprozess zur Vorlage von Urkunden oder Akten und zur Übermittlung elektronischer Dokumente verpflichtet (§ 99 Abs. 1 Satz 1 VwGO).
Von Abgabe spricht man auch, wenn Akten nach bestandskräftigem Abschluss eines Verfahrens zur Archivierung an die Registratur übergeben werden.
In der Justiz spricht man von Abgabe nur beim Weiterreichen eines Verfahrens innerhalb desselben Gerichts an einen anderen Spruchkörper. Das Weiterreichen an ein anderes Gericht wird als Verweisung bezeichnet und erfolgt aufgrund eines förmlichen Beschlusses.